# Lyckopenningen
Lyckopenningen är en "lyckoamulett" i form av en medalj i ädelmetall som ges som gåva till någon man håller av med en önskan om lycka och välgång i livet. Den har funnits sedan 1912 och säljs till förmån till Synskadades Riksförbund (SRF).
Från början skötte landets barnmorskor på BB-avdelningarna försäljningen. Sedan mitten av 1990-talet sköts försäljningen istället av SRF:s kansli och även i många smyckesbutiker. Intäkterna går till SRF:s arbete för synskadade. Intäkterna går också till Barnets Lyckopennings stipendiefond. Där kan personal inom spädbarnsvården söka stöd för vidareutbilnding och forskning inom spädbarnsområdet.

## Historik
I början av 1900-talet drabbades den danske postmästaren Holbøll av en ögonsjukdom som gjorde honom tillfälligt blind. Han fick ta del av de svårigheter det innebar att inte ha synen att förlita sig på. Hans ambition blev att hjälpa blindorganisationerna i Skandinavien att finna ett sätt att sprida informationen om vad det innebär att vara blind.
Hans idé om en lyckoamulett till nyfödda barn kom just från ett barn i hans släkt som föddes under den tid han blev temporärt blind. "När om inte vid barnets vagga skänker man en tanke om lycka och välgång i livet!". Holbøll kontaktade blindföreningarna och presenterade idén om en amulett som kunde säljas av blindföreningarna till nyblivna föräldrar och deras barn. Den 18 oktober 1912 antog dåvarande De blindas förening i Sverige denna idé och började försäljningen strax därefter. 1913 kom det in omkring 10 000 kr från försäljningen av Lyckopenningen, vilket motsvarar en dryg halv miljon kr i dagens värde.